# 大鹿 (伊丹市)
大鹿（おおじか）は、兵庫県伊丹市の町名。現行の行政地名は大鹿一丁目から大鹿七丁目。住居表示は未実施(地番整理済み)。2011年（平成23年）10月1日現在の人口は2,511人。郵便番号664-0899。

## 地理
伊丹市中央部。北の一点を緑ケ丘、北東を高台、東を春日丘、南東を清水、南を桜ケ丘、南西を千僧、西の一点を広畑、北西を瑞穂町と接する。
町内の全域が伊丹市立緑丘小学校および東中学校の校区に属する。

## 歴史
旧摂津国川辺郡大鹿村。当初は幕府領で、1662年（寛文2年）より麻田藩領となった。元禄年間には瑞ケ池を始めとする大鹿村の池が伊丹郷町の水源として活用され、伊丹酒の隆盛を支えるが江戸時代後期には伊丹酒の衰えや隣接する荻野村・千僧村との水利権を巡る争いもあり窮乏を極めた。
1889年（明治22年）の町村制施行により川辺郡伊丹町の大字となり、千僧村にあった飛地は稲野村へ編入された。1933年（昭和8年）、桜ケ丘住宅地の分譲を開始。1969年（昭和44年）に大字大鹿の中心部で住居表示を実施して大鹿1〜7丁目とする。旧大字大鹿の残余の部分は緑ケ丘・春日丘・高台など独立した町丁となるか清水・船原・瑞原・中野東などへ編入され、現在は消滅している。

### 地名の由来
妙宣寺に伝わる1583年（天正10年）の『法華経巻釈』や1606年（慶長10年）の『摂津国絵図』では、807年（大同2年）に坂上田村麻呂が当地の森で大きな鹿を弓矢で射止めたことが由来とされている。「大鹿」の正式な読みは「おおじか」だが、地元では伸ばさずに「おじか」と読まれる場合もある。

## 交通
町内に鉄道は通っておらず、南へ約1キロメートル離れた阪急伊丹線伊丹駅が最寄り駅となる。
町の北西部には、国道171号線と兵庫県道331号線が十字路を形成する大鹿交差点がある。伊丹市バスでは大鹿口、大鹿東口などの停留所を設けており、近接する春日丘西や緑丘小学校前などの停留所も徒歩圏内で利用可能である。

## 施設
- 伊丹市大鹿交流センター

センター前には旧西国街道と有馬道の交差点を示す道標がある。
- 伊丹市立緑幼稚園
- 妙宣寺
- ドン・キホーテ伊丹店 - 2002年に開店した関西第1号店[3]。